# Fittipaldi F5

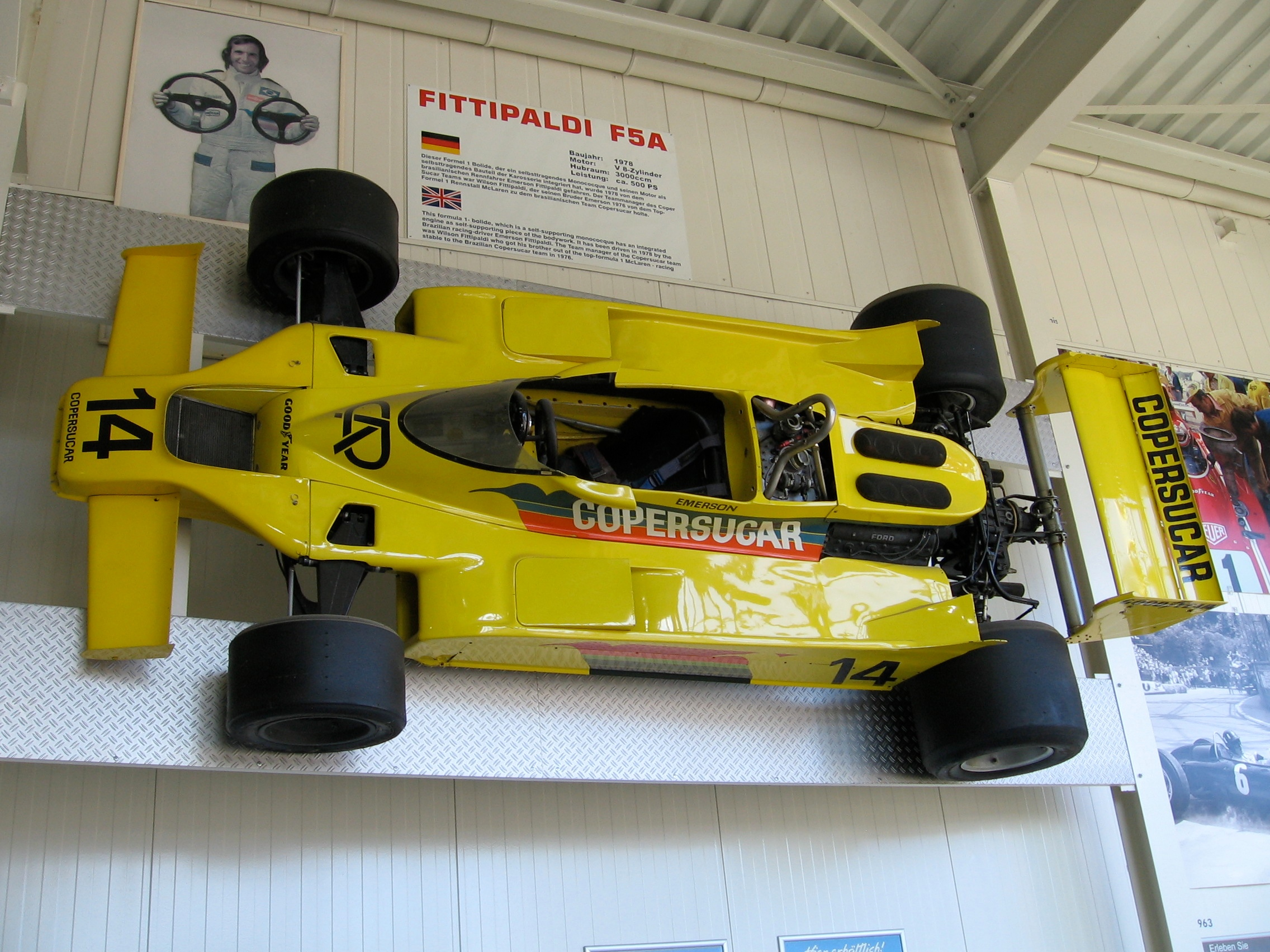
El Fittipaldi F5A mostrado en el museo de técnica y del automóvil de Sinsheim.

El Fittipaldi F5, a veces llamado Copersucar F5, fue el quinto monoplaza de Fórmula 1 del equipo brasilero Fittipaldi Automotive. Fue pilotado por Emerson Fittipaldi. El motor era un Ford Cosworth, con el cual el equipo consiguió tres puntos en la temporada 1977.
El coche fue modificado hasta el modelo F5A, que fue utilizado en la temporada 1978 de Fórmula 1 y parte de la temporada 1979 de Fórmula 1, con el que Emerson fue segundo en el Gran Premio de Brasil de 1978. Ingo Hoffmann participó con este equipo en algunas carreras en 1977 y 1978, pero utilizando modelos anteriores.
El coche que le sucedió fue el Fittipaldi F6.